# Петров, Язон Васильевич
Язон Васильевич Петров (1780-1823) - профессор Медико-хирургической Академии, сын известного лирика Василия Петровича Петрова.

## Биография
Язон Петров родился в 1780 году. Первоначальное образование получил в Московской университетской гимназии, а затем в 1798 году поступил волонтёром в Хирургическое училище Московского генерального госпиталя, в 1799 году перешёл во вновь учреждённую С.-Петербургскую Медико-хирургическую Академию.
В 1803 году он получил звание кандидата медицины, в том же году был признан в степени лекаря и отправлен на три года за границу для научного усовершенствования. Вернувшись в Петербург, он был назначен в 1806 году адъюнкт-профессором анатомии к профессору Загорскому, а в 1808 году после преобразования Академии, — адъюнкт-профессором анатомии и физиологии и, кроме того, инспектором студентов. В 1809 году по смерти профессора  подал прошение о назначении его на кафедру ботаники и фармакологии — ввиду вредного влияния анатомических работ на его здоровье. Прошение было удовлетворено. Занимая кафедру ботаники, Петров получил в 1813 году степень доктора медицины и тогда же произведён в звание ординарного профессора. Заведывая ботаническим садом, он заботился об улучшении академического собрания растений, устроил обмен семенами и растениями между различными садами, завёл продажу растений для усиления денежных средств Академии. Из-за ботанического сада он имел в 1810 году столкновение с Виллие и 20-го августа того же года подал прошение об отставке. Конференция согласилась на его увольнение, но, принимая во внимание его труды, выразила своё сожаление; Виллие не принял прошения об отставке, и 10-го сентября Петров известил Конференцию, что он возобновил чтение лекций.
В 1816 году Петров исполнял в Академии должность переводчика, но министр народного просвещения граф Разумовский не утвердил его, основываясь на Высочайшем повелении, которым запрещалось совмещение должностей.
С 1817 до 1823 годы Петров был младшим акушером С.-Петербургской части.
Петров был трудолюбивым и деятельным профессором, писал он также и стихотворения. По примеру многих современников, он был масоном. В 1822 году когда в Конференции Академии возникло по предписанию министра "дело о масонских ложах", и от всех служащих была отобрана подписка о непринадлежности к тайным обществам, Петров заявил, что он состоит членом ложи "Елисаветы". Он страдал запоем и иногда впадал в дрожательный бред (белая горячка); в одном из прошений, поданных Конференции, он говорил о своём недуге с великой скорбью и раскаянием. В течение 1822 года Петров уже не читал лекций (по болезни) и его заменял состоявший при нём адъюнкт, Илья Протопопов.
В 1810 году Петров был избран почётным членом Эрлангенского физико-медицинского общества, о чём известил Конференцию директор общества, профессор Гарлес. В 1814 году Петров пожертвовал в библиотеку Академии 43 сочинения, которые были оценены в 300 рублей.
Кроме трудов по своей специальности, Петров известен ещё, как автор нескольких стихотворений. Также он перевёл на английский язык "Гимн лиро-эпический на прогнание французов из отечества", сочинённый в 1812 году Державиным и перевёл всю "Илиаду" гекзаметрами, но перевод этот остался неизданным. Кроме того, он написал биографию своего отца, которая была напечатана в первой части "Соревнователя" за 1818 год.

###### Научные труды
- "Прохаска. Наставления естествословия человеческого (при родовспомогании)", перев. с лат., СПб., 1809 г.; изд. 2-е. СПб., 1810 г., 290 и 271 стр.
- "О конопле" — во "Всеобщем Журнале Врачебной Науки" 1813 г., кн. VI, стр. 86.
- "Каталог растений ботанического сада С.-Петербургской Медико-Хирургической Академии (по-латыни); Petrop. 1816.

###### Перевод
- "Прохаска. Физиология или наука о естестве человеческом", СПб., 1822 г., 634 стр. (перевёл)

###### Стихотворения
- "Песнь Славянина Москвы при всеобщем торжестве Европы", СПб., 1814.

- "Ода на всевожделенное прибытие во град св. Петра его императорского величества Александра I, делом поборника правды". СПб., 1814.